# Nacionalni park Keoladeo
Nacionalni park Keoladeo ili Keoladeo Ghana je nacionalni park u pokrajini Bharatpur, indijske države Rajasthan, koji je slavan kao prirodni rezervat ptica, osobito selica kao što je sibirski bijeli ždral (Grus leucogeranus) koji ovdje provodi zimu. Keoladeo je umjetno močvarno područje (pod zaštitom Ramsarske konvencije) koje štiti Bharatpur od čestih poplava, te čini mjesto ispaše za brojnu lokalnu stoku, a prije i poznato lovačko područje. Najbliži grad mu je Agra u indijskoj državi Uttar Pradesh, a čini ga mozaik livada, šuma i šumovitih močvara.
Nacionalni park Keoladeo ima površinu od od 29 km² i upisan je 1985. godine na UNESCO-ov popis mjesta svjetske baštine u Aziji i Oceaniji kao jedno velikih utočišta divljih životinja središnje Azije. Sveukupno u parku obitava 379 vrsta biljaka, 366 vrsta ptica (od kojih 230 stalno boravi u parku), 50 vrsta riba, 13 vrsta zmija, 5 vrsta guštera, 7 vrsta daždevnjaka, 7 vrsta kornjača i brojni drugi kralješnjaci. Kako su veliki grabežjivci poput leoparda istrijebljeni do 1964. godine, od sisavaca tu uspješno obitavaju bengalska mačka, tropska mačka, azijska cibetka, mačka ribolovac, bengalska lisica, čagalj, prugasta hijena, sivi mungos, glatka indijska vidra, indijski dikobraz, indijski zec, indijski piton te primati rezus makaki i sakati majmuni. 
Kao rezervat ptica on je najbogatiji na svijetu, što zbog velikog broja lokalnih i ptica selica, ali i velikog broja rijetkih ptica. Nacionalni park Keoladeo je zbog toga i veliko turističko mjesto za mnoge ornitologe koji ga posjećuju u zimsko vrijeme. Od ptica selica park posjećuju rode, čaplje, ždralovi, kormorani i Anhingidae, te mnoge vrste pataka kao što su patka kreketaljka, patka berija, krunata patka, te druge ugrožene vrste koje ga rijetko posjećuju su pjegava patka, šarenoglava patka, smeđoprsa patka, mala prutka, sup starješina i dalmatinski pelikan. Od stanarica tu se gnijezde pčelarice, jarebice, prepelice i kljunorošci, te ptice grabljivice kao što su: bukoč, sivi sokol, orao ribar, kačar, kraljevski orao. 
- Krajolik Keoladea
- Sambari u Keoladeu
- Prstenoglave guske u Keoladeu
- Sarus ždralovi
- Veliki pjegavi orao

## Vanjske poveznice
- Keoladeo Službena stranica parka Keoladeo  Arhivirana inačica izvorne stranice od 1. kolovoza 2015. (Wayback Machine) (engl.) Posjećeno 21. lipnja 2011.
- Wildlife in India | Keoladeo National Park (engl.) Posjećeno 21. lipnja 2011.

Ostali projekti
|  | Zajednički poslužitelj ima još gradiva o temi Nacionalni park Keoladeo |